# Nastia Liukin
Anastasia (Nastia) Liukin [Nastja Ljukin], ameriška telovadka ruskega rodu, * 30. oktober 1989, Moskva.
S Shannon Miller je najuspešnejša telovadka v zgodovini ZDA. Trenira v klubu WOGA (World Olympic Gymnastics Academy), njen trener pa je kar njen oče Valerij Ljukin. Tudi Valerij je bil izjemno uspešen telovadec - postal je tako olimpijski kot tudi svetovni prvak in je prvi človek, ki je uspešno izvedel trojni salto nazaj na parterju. Svojih gimnastičnih sposobnosti pa ni podedovala samo po očetu, temveč tudi po svoji materi Ani Ljukin, svetovni prvakinji v ritmični gimnastiki.

## Začetki
Rodila se je kot otrok Anne in Valerija Liukina. Družina se je po dveh letih in pol preselila v Združene države Amerike, kjer je zbrala dovolj denarja za ustanovitev gimnastičnega društva. Glavna akterja tega društva sta bila Nastijin oče Valeri in njegov ruski prijatelj Jevgenij Marčenko, ki sta ga poimenovala WOGA (World Olympic Gymnastics Academy).

## Članska kategorija

### Veliko leto
Nastia je na OI 2008, v Pekingu osvojila kar 5 medalj in sicer eno zlato, tri srebrne in eno bronasto. Zlato je osvojila v najpomembnejši disciplini, v mnogoboju, kjer je premagala favorizirano Shawn Johnson, kolegico iz reprezentance in svojo dobro prijateljico. Skupaj z ameriško ekipo je osvojila drugo mesto, za skoraj nepremagljivimi Kitajkami. Srebro je osvojila še na dvovišinski bradlji in na gredi, medtem ko je na parterju osvojila bron. Edino orodje, na katerem ni osvojila ničesar, je preskok, na katerem sploh ni nastopila. S tem uspehom je stopila iz sence dve leti mlajše Shawn Johnson.